# Shepherd (Teksas)
Shepherd je grad u američkoj saveznoj državi Teksas. Prema popisu stanovništva iz 2010. u njemu je živjelo 2319 stanovnika.